# Rijksmonument 335325
Rijksmonument 335325 omvat een blok woningen in de nabijheid van Brink en zijstraten daarvan in Betondorp, Amsterdam-Oost. Ze heeft betrekking tot de adressen en aanbouwsels aan de Veeteeltstraat 127-145. Het blok werd op 20 oktober 1988 te rijksmonument verklaard, deel uitmakend van het grotere monumentencomplex Brink (rijksmonument 335305).
Dit blok wordt ook wel omschreven als de "Westelijke reeks woningen", wijzend op de plaatsing ten opzichte van Brink. Naar ontwerp van architect Dick Greiner werd hier in de periode 1924-1926 een blok woningen neergezet. Het blok staat los van het woon/winkelblok aan de Brink; er loopt een nauw voetpad tussen. Het bouwblok kent twee bouwlagen met aan het westelijk uiteinde een iets hogere en naar voren geplaatst hoekdeel met een overkraging; deze zijde is tevens voorzien van een geïntegreerde bloembak. Het geheel wordt gekenmerkt door twee lange ramenrijen, op de begane grond onderbroken door toegangsdeuren. De beide uiteinden worden bediend door twee deuren aan de kopse kant van het blok; één van die deuren in rechthoekig, de ander juist getoogd (ronde vorm). Opvallend aan die westzijde zijn ook de raampjes voor de trap naar de bovenverdieping. Het complexje is uitermate hoekig uitgevoerd.

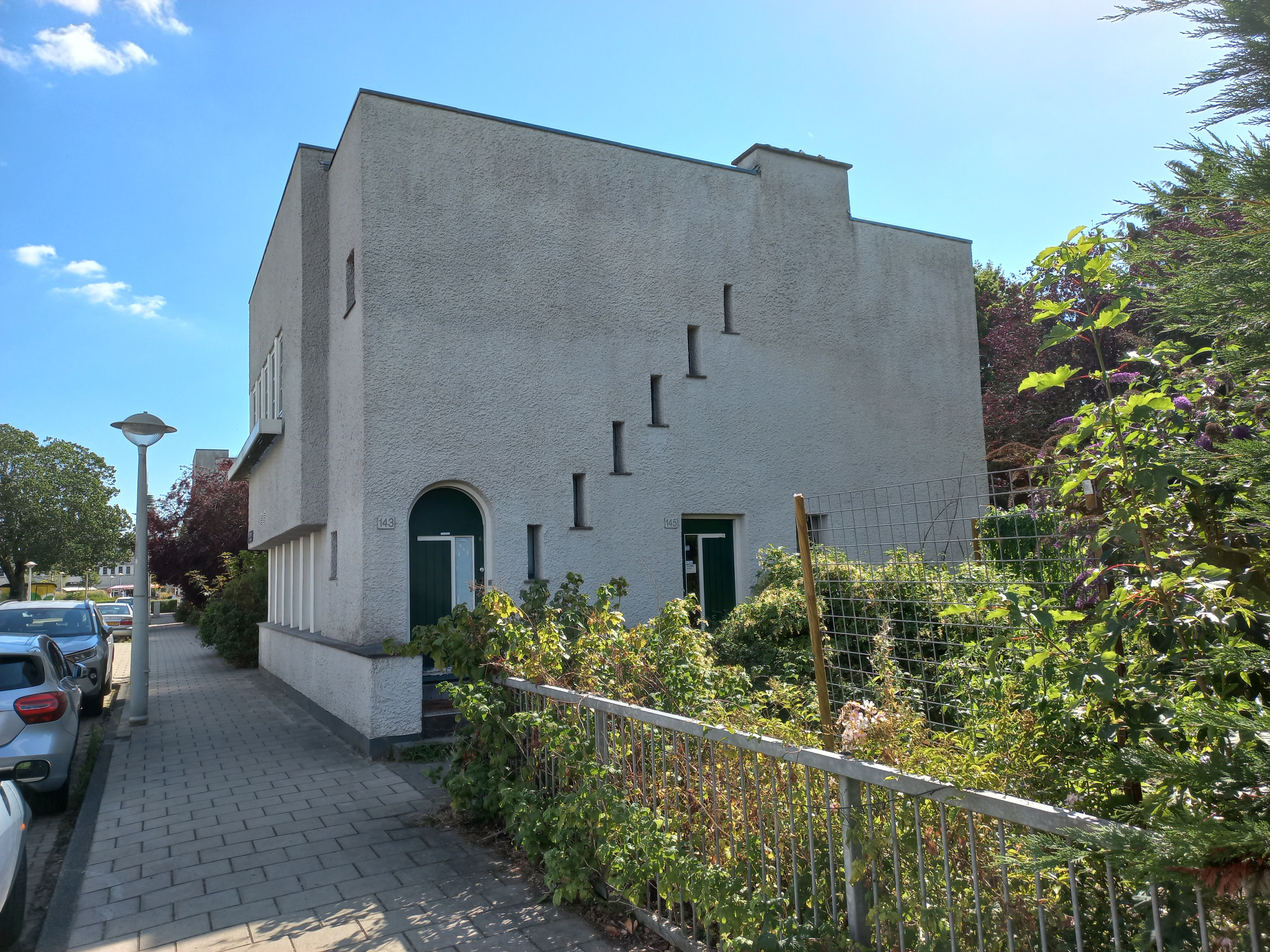
Kopse kant bij nr. 145 (augustus 2022)